# Двойственность Колмогорова
Двойственность Колмогорова — двойственность в алгебраической топологии, состоящая в двух изоморфизмах:
пусть {\displaystyle A} есть замкнутое множество хаусдорфова локально компактного пространства {\displaystyle R}. Двойственность Колмогорова для групп гомологий даёт изоморфизм
{\displaystyle H_{r}(A,G)\to H_{r+1}(R\backslash A,G)}
если {\displaystyle H_{r}(R,G)=0} и {\displaystyle H_{r+1}(R,G)=0}.
Двойственность Колмогорова для групп когомологий даёт изоморфизм
{\displaystyle H^{r}(A,G)\to H^{r+1}(R\backslash A,G)},
если {\displaystyle H^{r}(R,G)=0} и {\displaystyle H^{r+1}(R,G)=0}.